# Gelbkopfschildkröte
Die Gelbkopfschildkröte (Indotestudo elongata) ist eine der drei Arten der Asiatischen Landschildkröten, die zur Familie der Landschildkröten gehören. Ihr Verbreitungsgebiet ist der Südosten Asiens und reicht von Nepal bis Malaysia. Es ist das größte Verbreitungsgebiet der Asiatischen Landschildkröten. Die Art ist vermutlich die häufigste Schildkrötenart, die im indo-malaysischen Gebiet vorkommt.

## Erscheinungsbild
Die Gelbkopfschildkröte ist eine mittelgroße bis große Landschildkrötenart. Ihre Carapaxlänge beträgt bis zu 33 Zentimeter. Ausgewachsene Exemplare wiegen durchschnittlich 3,5 Kilogramm. Der Rückenpanzer ist bei dieser Art eher länglich und schmal. Die Farbe des Rückenpanzers ist gelb oder gelbgrünlich. Er weist eine Anzahl schwarzer und unregelmäßiger Flecken auf. Auf den Vorderbeinen finden sich große spitze Schuppen, die einander überlagern. Die Hinterbeine sind dagegen mit großen flachen Schuppen besetzt. Der Schwanz endet in einem Hornnagel. 
Die Geschlechter lassen sich daran unterscheiden, dass Weibchen normalerweise etwas kleiner bleiben. Weibchen haben außerdem eine etwas rundlichere Form; ihr Rückenpanzer ist etwas breiter als bei den Männchen. Männchen weisen außerdem einen längeren und dickeren Schwanz auf und haben einen konkaven Bauchpanzer. Bei Weibchen dagegen ist das Plastron völlig flach. Die Fußnägel der Weibchen sind an den vorderen Extremitäten außerdem deutlich länger als bei Männchen und stärker gekrümmt.

## Verbreitungsgebiet und Lebensweise
Gelbkopfschildkröten kommen sowohl im Süden Nepals als auch im Norden Indiens vor. Ihr Verbreitungsgebiet erstreckt sich außerdem über Bangladesch, Myanmar, Thailand, Kambodscha, Vietnam, Laos, die chinesischen Provinzen Guangxi und Yunnan bis in den Norden von Malaysia.
Der Lebensraum der Gelbkopfschildkröte sind Waldregionen in hügeligen bis bergigen Gegenden, die meist niederschlagsreich sind. Sie kommt aber auch in trockenen Regionen vor. Besonders häufig sind sie in Sal- und Teakwäldern. Sie sind sowohl in kühleren Regionen mit Temperaturen um 12 Grad als auch in ausgesprochen heißen Regionen zu finden. Die Gelbkopfschildkröte hat eine besondere Technik entwickelt, um sehr hohe Temperaturen gut zu überstehen. Sie speichelt ihren Kopf und Nacken sowie die Vorderfüße ein und kühlt auf diese Weise ihren Körper ab. Sie ist dadurch in der Lage, Umgebungstemperaturen bis zu 48 Grad Celsius zu überstehen.
Gelbkopfschildkröten ernähren sich omnivor und fressen Pflanzenteile, Früchte, Pilze und besonders gerne Nacktschnecken.
Ungewöhnlich ist eine Verfärbung des Gesichtes während der Paarungszeit. Bei beiden Geschlechtern verfärbt sich dann die Haut um die Augen und um die Nasenlöcher ins Rosafarbene. Dieses Phänomen tritt allerdings auch bei der nah verwandten Travancore-Landschildkröte auf. Während der Paarungszeit sind die Tiere relativ aggressiv. Nach der Paarung legen die Weibchen ihre Gelege, die in der Regel zwischen zwei und sechs Eier umfassen. Die Dauer, bis Jungtiere aus diesen Eiern schlüpfen, ist abhängig von der Umgebungstemperatur und der relativen Luftfeuchtigkeit. Sie beträgt zwischen 108 und 180 Tagen.

## Bestand
Genaue Bestandszahlen liegen für das große Verbreitungsgebiet nicht vor. Wie für die meisten anderen Schildkrötenarten stellt jedoch Lebensraumverlust eine Bedrohung dar. Die Gelbkopfschildkröte wird außerdem in großem Stil als Nahrungsmittel gehandelt. Sie ist beispielsweise die häufigste Schildkrötenart, die von Vietnam nach China exportiert und dort für den Verzehr verkauft wird. Der Handel findet statt, obwohl die Art auf der CITES-Liste Anhang II geführt wird.

## Belege